# Сейсмічність Землі

Сейсмі́чність Землі́ (рос. сейсмичность Земли, англ. Earth seismicity; нім. Seismizität der Erde) — схильність Землі або окремих її територій до землетрусів.

## Загальна характеристика
Характеризується територіальним розподілом вогнищ землетрусів різної енергії, що оцінюється магнітудою або за шкалою енергетичних класів, інтенсивністю їх вияву на поверхні в балах, частотою сейсмічних подій та іншими характеристиками землетрусів.
Сильні землетруси відбуваються, переважно, в межах протяжних сейсмічних поясів, а також в районах серединно-океанічних хребтів і континентальних рифтових зон.
Найбільш сейсмічними є Тихоокеанський, Середземноморський, Серединноатлантичний та Східноафриканський пояси. Регіональні дані про енергетичний і просторово-часовий розподіл землетрусів називається сейсмічним режимом. Він може змінюватися в період, що передує сильному землетрусу, внаслідок виникнення зони сейсмічного затишшя або появи землетрусів-попередників (форшоків). За сильними неглибокими землетрусами відбуваються рої слабших землетрусів — афтершоків. Іноді спостерігається міграція вогнищ землетрусів у межах протяжних сейсмогенних зон.